# 4771 Hayashi
4771 Hayashi è un asteroide della fascia principale. Scoperto nel 1989, presenta un'orbita caratterizzata da un semiasse maggiore pari a 2,6855094 au e da un'eccentricità di 0,1553595, inclinata di 4,80008° rispetto all'eclittica.
L'asteroide è dedicato al divulgatore scientifico giapponese Kousuke Hayashi.